# Йохум, Ойген
О́йген Йо́хум (нем. Eugen Jochum; 1 ноября 1902 года, Бабенхаузен, Германия — 26 марта 1987 года, Мюнхен, Германия) — немецкий дирижёр. Прославился прежде всего как интерпретатор произведений Антона Брукнера. Стал первым дирижёром, осуществившим полную запись девяти симфоний этого композитора.

## Биография
Родился в семье органиста. С 1922 года изучал дирижирование и композицию в Мюнхенской музыкальной академии и в консерватории Аугсбурга. Его дирижёрский дебют состоялся в 1927 году, когда Мюнхенский филармонический оркестр исполнил под его управлением Седьмую симфонию Брукнера.
В 1930—1932 годах Йохум возглавлял Дуйсбургский симфонический оркестр, в 1932—1934 годах — Симфонический оркестр Берлинского радио. В 1934 году стал преемником Карла Бёма на посту руководителя Гамбургской государственной оперы, его тесное сотрудничество с этим коллективом продолжалось почти 15 лет. В 1949—1960 годах руководил Симфоническим оркестром Баварского радио, сделав его одним из ведущих оркестров Германии. Также руководил оркестром Концертгебау в Амстердаме (1961—1963) и другими известными коллективами. Принимал участие в Зальцбургском и Байройтском фестивалях.

Марка к 100-летию со дня рождения Ойгена Йохума (Германия, 2002 год)

Хотя специализацией Йохума была музыка немецкого романтизма, он также исполнял произведения современных композиторов. Так, он был знаком с Карлом Орфом и упрочил его славу исполнением его произведений.
Его братья тоже связали свою жизнь с музыкой — Георг Людвиг (1909—1970) был дирижёром, Отто (1898—1969) — композитором.

## Записи
Среди осуществлённых записей — произведения Иоганна Себастьяна Баха, Людвига ван Бетховена (все симфонии), Иоганнеса Брамса (все симфонии и фортепианные концерты), Антона Брукнера (все симфонии и мессы), Рихарда Вагнера, Йозефа Гайдна (12 Лондонских симфоний), Густава Малера, Вольфганга Амадея Моцарта, Модеста Мусоргского, Карла Орфа, Рихарда Штрауса, Франца Шуберта.